# Dieudonné de Gozon

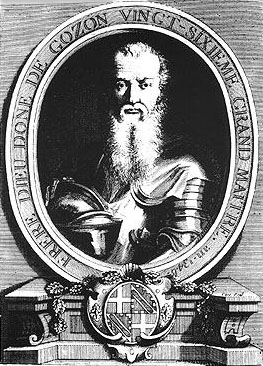
Dieudonné de Gozon,
Kupferstich um 1725

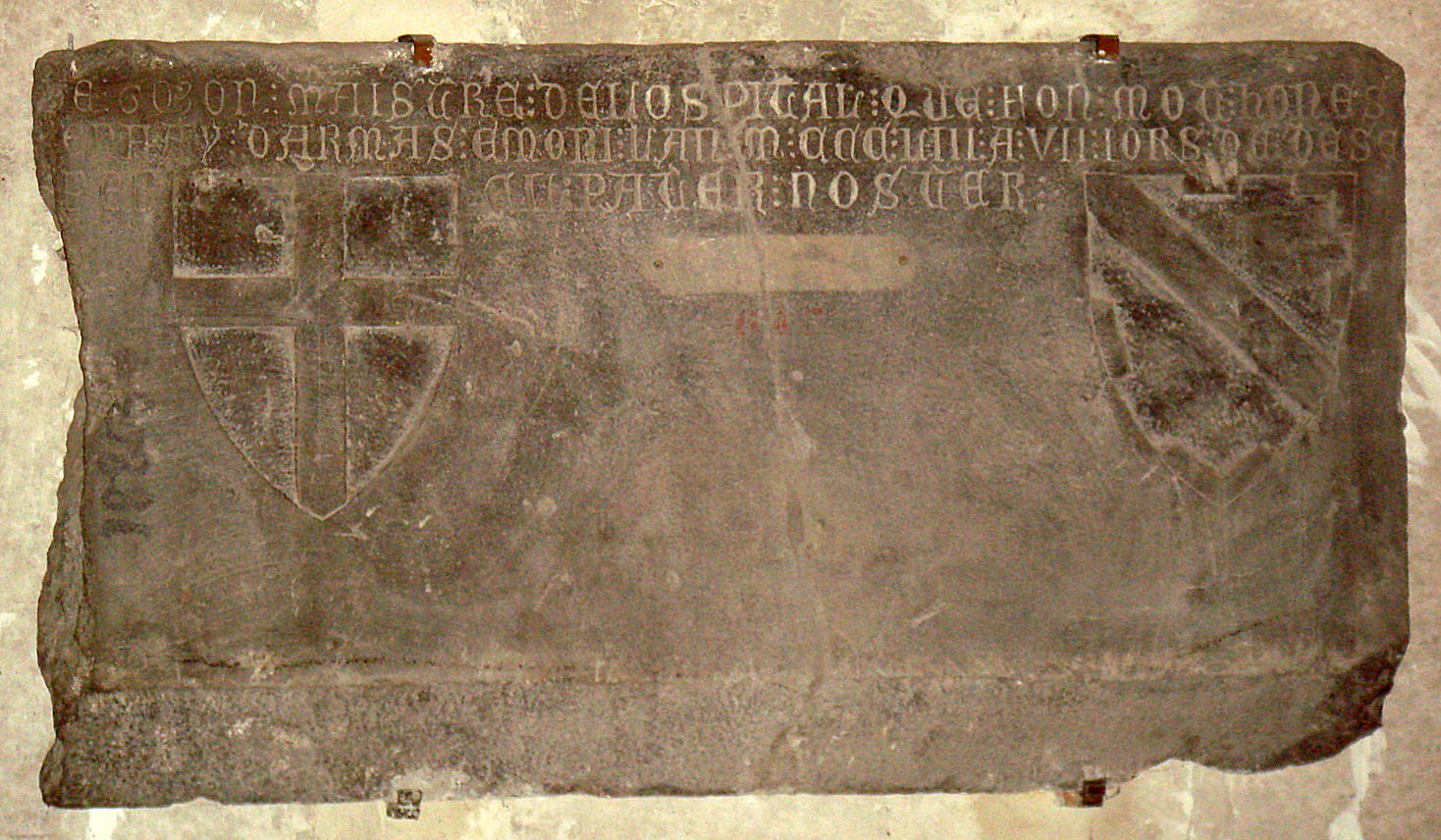
Grabplatte von Dieudonné de Gozon

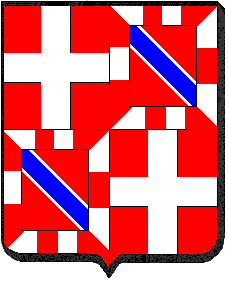
Großmeisterwappen von Dieudonné de Gozon

Dieudonné de Gozon (latein Deodatus Gozonensis oder Deodatus de Gosono; † 1353) war von 1346 bis zu seinem Tod der 27. Großmeister des Johanniterordens.
Er entstammte einer Adelsfamilie aus dem Languedoc, gehörte somit der Zunge der Provence, des Ordens auf Rhodos, an.
Er hatte den Beinamen „Extinctor Draconis“, was Drachentöter bedeutet. Es gab laut Überlieferung 1332 einen Drachen auf Rhodos, der ca. zwei Meilen von der Stadt entfernt in einem Sumpf hauste und das Vieh der ortsansässigen Bauern riss. Entgegen der Anordnung des amtierenden Großmeisters, das Ungeheuer nicht aufzustören, erschlug de Gozon das Tier und hängte den Kopf der Bestie an eines der sieben Stadttore. Ungefähr hundert Jahre später, als der Schädel untersucht wurde, wurde er als der Kopf eines großen Krokodils erkannt. 1798 verarbeitete Schiller die Legende zu seiner Ballade Der Kampf mit dem Drachen.
Als Großmeister ließ er die Befestigungsanlagen von Rhodos mit einer dem Hafen zugewandten Mauer und einer Mole vervollständigen. Der Orden litt während seiner Amtszeit unter wirtschaftlichen Schwierigkeiten, da dieser beim Bankrott der Florentiner Bankhäuser Bardi und Peruzzi zwischen 1343 und 1346 große Mengen Geld verloren hatte, und die 1348 in Europa grassierende Pestpandemie die Einkünfte der Ordensgüter in Europa zusätzlich minderte.
Im Frühjahr 1347 errang die von anderen lateinischen Schiffen verstärkte Ordensflotte bei Imbros nahe den Dardanellen den Sieg in einer Seeschlacht, bei der mehr als hundert türkische Schiffe zerstört wurden. Trotz einer nur schwachen Garnison konnte auch das 1344 eroberte Smyrna gegen Angriffe Umurs von Aydin behauptet werden.
1347/1348 führte er den Orden auf Drängen des Papstes zu einer Expedition nach Kleinarmenien, wo er dem dortigen König Konstantin IV. im Kampf gegen den Mamluken-Sultan von Ägypten zu Hilfe kam. Eine erneute Aufforderung des Papstes zur Intervention in Kleinarmenien im Jahr 1351 ignorierte er.
Er starb 1353 und wurde auf Rhodos begraben, seine Grabplatte ist erhalten geblieben und befindet sich heute im Musée national du Moyen Âge in Paris.